# Ge 4/4 I
Ge 4/4 I — швейцарский узкоколейный электровоз переменного тока, эксплуатирующийся на Ретийской железной дороге (RhB). Является первым электровозом из линейки Ge 4/4, а также первым электровозом данной дороги с индивидуальным приводом колёсных пар, то есть его движущие колёсные пары не были соединены между собой тяговыми дышлами (по типу паровозов, как, например, у электровоз Ce 6/8 II «Крокодил»).
По швейцарской системе обозначений название электровоза имеет следующую расшифровку: узкоколейный (G) электровоз (e) с 4 осями, 4 из которых (то есть все) являются движущими, I серия.

## Перечень электровозов
Каждый из десяти электровозов имеет своё собственное имя. По состоянию на конец 2010 года в эксплуатации находятся ещё 9 машин, так как в ноябре 2010 года был отставлен от работы и исключён из инвентаря № 601.
| Электровозы Ge 4/4 I на Ретийской железной дороге |           |                     |  |
| Номер                                             | Название  | Пуск в эксплуатацию |  |
| 601                                               | Albula    | 08.07.1947          |  |
| 602                                               | Bernina   | 21.07.1947          |  |
| 603                                               | Badus     | 13.08.1947          |  |
| 604                                               | Calanda   | 23.08.1947          |  |
| 605                                               | Silvretta | 12.03.1953          |  |
| 606                                               | Kesch     | 15.06.1953          |  |
| 607                                               | Surselva  | 24.04.1953          |  |
| 608                                               | Madrisa   | 15.06.1953          |  |
| 609                                               | Linard    | 13.05.1953          |  |
| 610                                               | Viamala   | 03.07.1953          |  |
|                                                   |           |                     |  |